# Motore Opel Ecotec Serie 22DT
I motori Opel Ecotec della Serie 22DT sono una piccola famiglia di motori diesel prodotti dal 1998 al 2005 dalla Casa automobilistica tedesca Opel.

## Caratteristiche e versioni

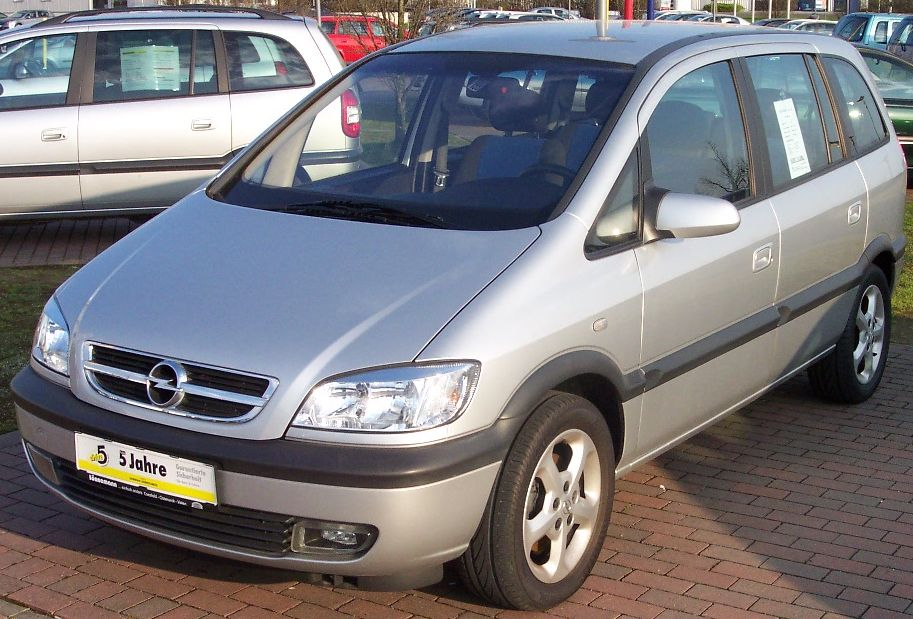
La Zafira A 2.2 DTI è uno degli esempi di applicazione di un motore della Serie 22DT

Si tratta di una piccola famiglia di tre motori turbodiesel da 2.2 litri a iniezione diretta utilizzati su vetture di fascia media e alta. La prima di queste tre unità motrici è stata introdotta nel 1998 e derivava dai motori da due litri della Serie 20DT. Nonostante le prestazioni non molto brillanti, i motori della Serie 22DT trovano il loro punto di forza in una generosa erogazione di coppia motrice. Le caratteristiche comuni ai tre motori della Serie 22DT sono:
- architettura a 4 cilindri in linea
- configurazione motoristica di tipo sottoquadro
- alesaggio e corsa pari a 84x98 mm
- cilindrata complessiva di 2171 cm³
- rapporto di compressione pari a 18.5:1
- albero motore su 5 supporti di banco
- due contralberi di equilibratura nel basamento
- basamento in ghisa
- testata in lega di alluminio
- testata a 4 valvole per cilindro
- distribuzione a un albero a camme in testa mosso da catena
- alimentazione a iniezione diretta con centralina Bosch
- sovralimentazione mediante un turbocompressore Garrett
- sistema di ricircolo dei gas di scarico

I motori della Serie 22DT condividono le stesse caratteristiche del 2 litri turbodiesel da cui derivano, ritroviamo la testata a 4 valvole per cilindro a un asse a camme in testa, così come la pompa rotativa ad altissima pressione in grado di garantire pressioni di alimentazione fino a 1400 bar. Anche i motori della Serie 22DT sono risultati molto economi e particolarmente poco inquinanti e per questi motivi sono anch'essi stati inseriti nella grande famiglia trasversale dei motori Ecotec. Questi motori, appartenendo al gruppo General Motors, hanno trovato applicazione sulle Saab 9-3 Mk1, 9-3 Mk2 e 9-5 Mk1 (poiché anche la casa svedese è appartenuta allo stesso gruppo). Di seguito vengono riportate le caratteristiche dei tre motori della Serie 22DT.

### X22DTH
La sigla X22DTH contraddistingue la prima variante in ordine cronologico dei motori della Serie 22DT. Si tratta di un motore Euro 2 che già presentava il sistema di ricircolo dei gas di scarico. La potenza massima era di 115 CV disponibili a 3800 giri/min sulla Frontera e a 4300 giri/min sulla Sintra e sulla Saab 9-3. La coppia massima era di 260 Nm tra 1900 e 2500 giri/min. In Saab assume la sigla D223L. È stato montato sui seguenti tre modelli:
- Opel Frontera 2.2 DTI 16v (1998-00), 115 CV/3800rpm, 260Nm/1900rpm, GT15, VP44 PSG5
- Opel Sintra 2.2 DTI 16v (1998-99)
- Saab 9-3 Mk1 2.2 TiD (1998-01)

### Y22DTH
L'evoluzione del motore X22DTH porta la sigla Y22DTH (in Saab D223L), dalla quale si evince la conformità alla normativa Euro 3. Tra le novità introdotte vi è il nuovo turbocompressore a geometria variabile regolabile elettronicamente dalla centralina in base al carico del motore. Questo è stato montato su tre auto con diverse caratteristiche di erogazione:
| Variante | Potenza CV/rpm | Coppia Nm/rpm  | Applicazione              | Anni di produzione                       | Note              |
| -------- | -------------- | -------------- | ------------------------- | ---------------------------------------- | ----------------- |
| 1        | 115/3800       | 260/ 1900-2500 | Opel Frontera 2.2 DTI 16v | Ottobre 1998-2001                        | GT15; VP44 PSG5   |
| 2        | 120/3800       | 280/ 1500-2500 | Opel Frontera 2.2 DTI 16v | 2002-2004                                | GT18V; VP44 PSG16 |
| 3        | 120/4000       | 280/ 1600-2500 | Opel Omega B 2.2 DTI 16v  | 2000-2003                                |                   |
| 4        | 112/4000       | 280/ 1600-2500 | Opel Omega B 2.2 DTI 16v  | Versione depotenziata per alcuni mercati |                   |
| 5        | 120/4000       | 280/ 1500-3000 | Saab 9-5 Mk1 2.2 TiD      | 2002-2005                                |                   |

### Y22DTR
L'Y22DTR (in Saab D223L) è il più spinto dei tre, anch'esso monta un turbocompressore a geometria variabile. La potenza è di 125 CV a 4000 giri/min con un picco di coppia pari a 280 N·m ma con alcune differenze tra le vetture. Nella Vectra C erogava una coppia inferiore, 270 N·m tra 1500 e 2750 giri/min. Nella Signum la coppia è di 280 N·m erogati fino a 3000 giri/min e 125 CV disponibili a 3250 giri/min. È stato previsto in alcuni mercati con potenza ridotta a 116 CV. Le vetture su cui è stato montato sono:
- Opel Astra G 2.2 DTI(2002-04)
- Opel Signum 2.2 DTI (2003-05)
- Opel Vectra B 2.2 DTI (2000-02)
- Opel Vectra C 2.2 DTI (2002-04)
- Opel Zafira A 2.2 DTI (2002-05)
- Saab 9-3 Mk1 2.2 TiD 280Nm/1500-3000 rpm 125cv/4000 rpm (2001-03)
- Saab 9-3 Mk2 2.2 TiD 280Nm/1500-3000 rpm 125cv/4000 rpm (2003-04)